# Saint-Cyr (Ardèche)
 Saint-Cyr é uma comuna francesa na região administrativa de Auvérnia-Ródano-Alpes, no departamento de Ardèche. Estende-se por uma área de 8,12 km². Em 2010 a comuna tinha 1 429 habitantes (densidade: 176 hab./km²).